# Antennuloniscus subellipticus
Antennuloniscus subellipticus är en kräftdjursart som beskrevs av Menzies och Schultz 1968. Antennuloniscus subellipticus ingår i släktet Antennuloniscus och familjen Haploniscidae. Inga underarter finns listade i Catalogue of Life.